# Swedenborg-Ritus
Der Swedenborg-Ritus ist ein unabhängiges und „irreguläres“  freimaurerisches Hochgradsystem. In Deutschland wird dieser Ritus derzeit nicht bearbeitet.

## Entstehung
Der Name dieses Hochgradsystems beruft sich auf Emanuel Swedenborg, obwohl das System keine Zusammenhänge mit seinem Werk aufweist und auch die Swedenborg-Gesellschaft jedweden Zusammenhang mit diesem Ritus von sich weist. Die Geschichte des Ritus lässt sich in ein kurzlebiges System im 18. Jahrhundert, welches in den Wirren der Französischen Revolution unterging, und ein jüngeres — bis heute in kleinen Resten fortbestehendes — aus dem 19. Jahrhundert einteilen.
Der ältere Swedenborg-Ritus wurde von Dom Antoine-Joseph Pernéty (eigentlich „de Pernetti“) (1716–1796), einem ehemaligen Benediktinermönch, 1786 mit der Gründung der „Société des Illuminés d’Avignon“ ins Leben gerufen und stand in Kontakt sowohl zu Martinisten als auch zu Theosophen einer Gruppe, die sich um 1787 Illuminés Théosophes (bzw. in England Illuminated Theosophists) nannte. Es beschäftigte sich in insgesamt sechs Graden (einschließlich der Johannis-Grade) mit hermetischen, theosophischen, numerologischen und alchemistischen Spekulationen, der Traumdeutung, der Suche nach dem Stein der Weisen, bunt gemischt mit katholisierenden Elementen, wie der Verehrung der Jungfrau Maria und der Rezitation des Athanasianums.
Das zweite nach Swedenborg benannte System entstand durch Samuel Beswick (1822–1903), einen (später suspendierten) swedenborgianischen Geistlichen, der auch die (sogar für ein damaliges Hochgradsystem) überaus langatmigen Rituale verfasste, angeblich um 1859 in USA und wurde 1876 über Kanada nach England exportiert. 1877 installierte sich in London die Supreme Grande Loge and Tempel for Great Britain and Ireland des Swedenborg-Ritus. Theodor Reuß führte ihn 1902 in Deutschland ein.

## Grade, Inhalt
Inhaltliche Bezüge bestehen zum Memphis-Misraïm-Ritus, wodurch sich dieses System als hermetisch klassifizieren lässt. Über den Graden der Johannis-Maurerei, welche Voraussetzung für die Aufnahme bilden, jedoch vom Ritus nicht bearbeitet werden, erheben sich (nach der „Constitution“ von Theodor Reuß) folgende weitere Grade:
Der Swedenborg-Ritus  vermittelt die Kenntnis der saemtlichen Grade der Aegyptischen Maurerei, und erteilt in drei Graden die Grade der Erleuchteten, Erhabenen und Vollkommenen Freimaurer-Meister, welche den Graden 4*, 18* und 30* des alten und angenommenen Schottischen Ritus (ancien et accepte) entsprechen. Der Rosenkreuzer-Grad und der Grad der Auserwaehlten des Grales bilden den Abschluss des ganzen Systems.